# カバーアート
カバーアート（Cover art）とは、本、雑誌、漫画雑誌、製品パッケージ、TVゲーム、DVD、CD、ビデオテープ、オーディオ・アルバム、マニュアルまたは小冊子などの出版物の表紙におけるイラストレーションまたは写真をさす。
カバーアートの一つのタイプにCDやDVDのそれが挙げられる。このカテゴリで最も注目に値するのは、特に音楽アルバム用に制作されたビジュアル・アートに示されるような、アルバムカバーである。その中で非常に際立った例としてピンク・フロイドの、特に『狂気』と『炎～あなたがここにいてほしい』や、ビートルズの『サージェント・ペパーズ・ロンリー・ハーツ・クラブ・バンド』、そしてアイアン・メイデンのアルバムの殆ど全てに登場するバンドのマスコットであるエディ・ザ・ヘッドが挙げられる。 また、ipod、itune、walkmanなどの音楽配信サービスの時に画面に表示される絵画、写真などをアートワークと呼ぶ。
コミック・ブックにおいては、表紙画は歴史的にも主要なセールスポイントであると考えられ、読者を引き付けるためにかなりの努力がカバーに注がれてきた。しかしマーベル・コミックの編集主幹トム・ブレヴォートは、業界が変化してカバーアートはもう第一の広告ツールではなくなったと論評している。